# Ceratinella alaskae
Ceratinella alaskae är en spindelart som beskrevs av Chamberlin och Ivie 1947. Ceratinella alaskae ingår i släktet Ceratinella och familjen täckvävarspindlar. Inga underarter finns listade i Catalogue of Life.